# Museo Q
O Museo Q é um museu de trânsito de Colômbia fundado em 2014. Trata-se de uma proposta museística da sociedade civil, desprovista de fins lucrativos, de carácter voluntário, cuja missão arraiga em resgatar, difundir e pôr de manifesto as narrativas e as lembranças de indivíduos LGBTIQ como componente integral da narrativa nacional.

## História
A iniciativa de criar este museu foi concebida em 2012 por um grupo de pessoas queer que sentiram que faltava espaço dentro dos museus em Colômbia para suas vidas e histórias.
A fins de 2014, funda-se Museo Q, com a missão de visibilizar histórias e memórias relacionadas com as identidades e expressões de género não hegemónicas, bem como as orientações e sexualidades não normativas. Sendo o primeiro museu deste tipo no país. A partir de 2015, Museo Q tem desenvolvido exibições e eventos relacionados com a diversidade sexual e de género, abordando temas como "sair do clóset", o casal igualitario e o erotismo na arte. Nesse ano, o Centro Nacional de cor Histórica reporta que 1795 pessoas LGBT têm sido vítimas do conflito armado em Colômbia, destacando a deslocação forçada, as ameaças de morte, os assassinatos selectivos e a violência sexual.
Em 2016, Museo Q participa na marcha pela cidadania plena LGBT em Bogotá, exigindo representação para este sector social no Museu Nacional de Colombia.
Em 2017, Colômbia Diversa e Caraíbas Afirmativo informam que apesar dos avanços legais e a redução geral de homicídios no país, a violência contra pessoas LGBT segue sendo alta, com 109 mortes contabilizadas nesse ano.
Em 2018, o Museo Nacional de Colombia contacta a Museo Q e anuncia a abertura da sala Tecido Social, Vozes e Confrontaciones, que inclui pela primeira vez um espaço dedicado à população LGBT no museu mais antigo do país. A sala exibe objetos relacionados com a comunidade LGBT e entrelaza histórias relacionadas com o conflito armado e outros temas polémicos da história colombiana.
Durante este período, abriram-se várias exibições relacionadas com a cultura queer em outros museus e galerias de Colômbia, o que demonstra uma mudança positiva na visibilidade e o diálogo sobre as práticas artísticas sócias às populações LGBT.
O gesto do Museo Nacional de Colombia representa a incidência da sociedade civil no Estado, gerando espaços de visibilidade para populações tradicionalmente excluídas. No entanto, consideram importante que a nova sala não se converta num espaço de re-victimización e que as novas colecções LGBT sejam protegidas e celebradas como parte da identidade colombiana.

## Características
Museo Q é um projecto multifacético e em constante evolução que abarca vários papéis e enfoques. É um museu em trânsito que combina a museología, a curaduría, a cartografia colaborativa, a pedagogia, a acção memorial, a plataforma para artistas e a narrativa LGBTQI+.
Opera baixo três conceitos finque:
1. Apresenta-se como um espaço sensível, transformador e dinâmico. Sua presença física varia entre temporal, itinerante e transmutable.
2. Em lugar de focar na conservação de objetos e reliquias, as colecções e arquivos do museu procuram entablar diálogos com o passado e o presente, gerando confrontación e conflito.
3. Museo Q trabalha com a memória de uma comunidade específica sem perder sua conexão com os discursos nacionais. Ademais, utiliza o corpo como um espaço de exibição, uma peça exposta e uma narrativa pessoal. Ainda que não conta com uma sede física permanente, o museu se activa em diversos espaços e colabora com outras instituições e pessoas para criar projectos desde narrativas alternativas, demonstrando resistência e resiliência.

## Exibições
- Lo que se ve no se pergunta, 2016 e 2018, com o apoio de IDARTES. Temática: "Salir del clóset"
- Lluvia de sobres, 2017, com o apoio de ARTBO. Temática: casal igualitario[5]
- Libido, 2018, com o apoio do MamBo. Temática: o erotismo na arte

## Prêmios
- Ganhador do concorro Museu Reimaginado, 2017